# Arbetsterapi

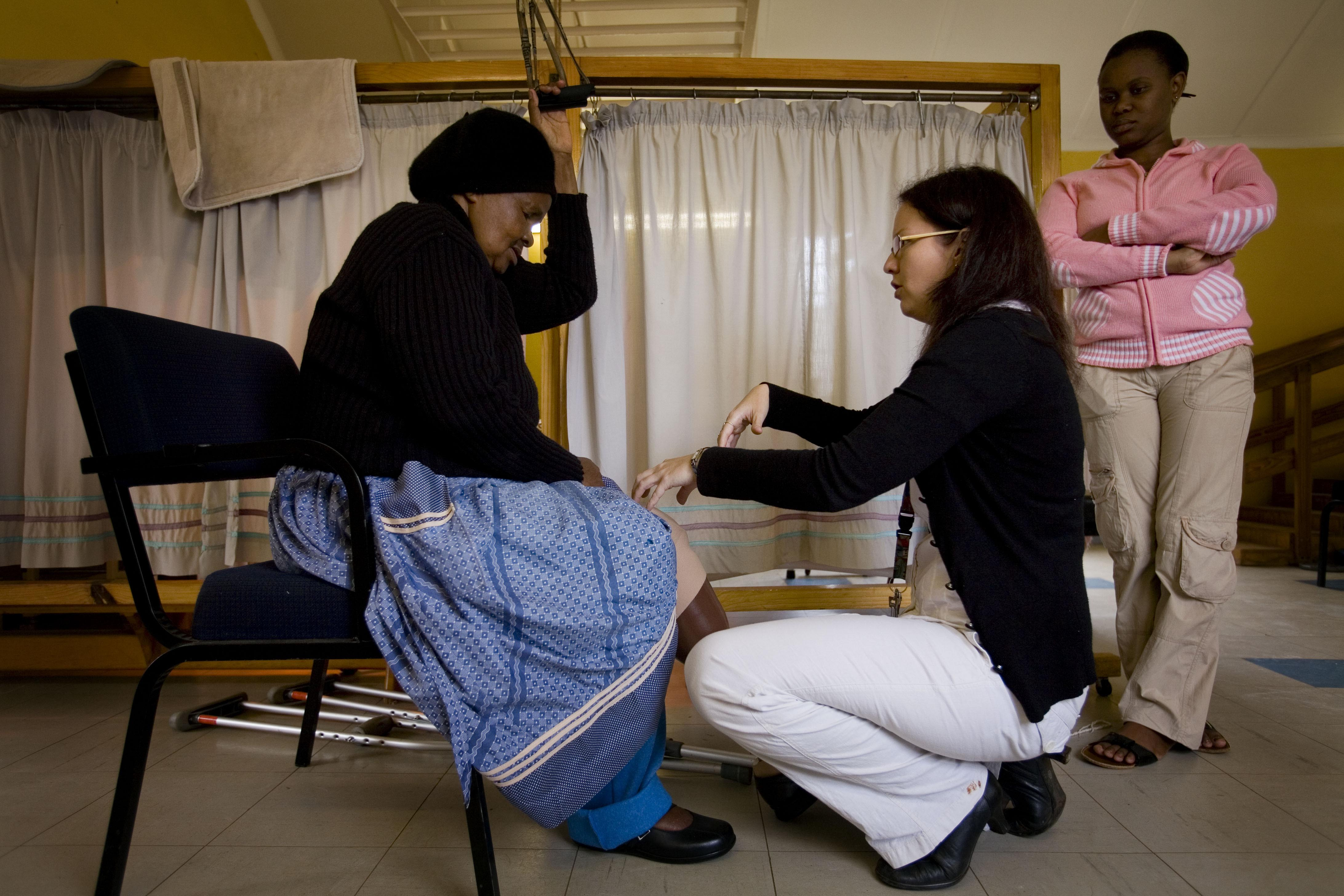
Arbetsterapeut i Swaziland.

Arbetsterapi är den vetenskap som studerar människans förmåga att utföra arbetssysslor eller andra aktiviteter i vardagliga livet, framför allt vid skada, sjukdom eller annan funktionsnedsättning. Syftet är att hjälpa individer att återfå önskad aktivitetsförmåga och också att arbeta med förebyggande åtgärder. De arbetsterapeutiska insatserna fokuserar på att ta vara på de förmågor som individen besitter och utifrån detta finna ett alternativt tillvägagångssätt, träna för att återfå förmåga helt eller delvis och ge råd vid anpassning av den fysiska miljön.

## Arbetsterapins historia

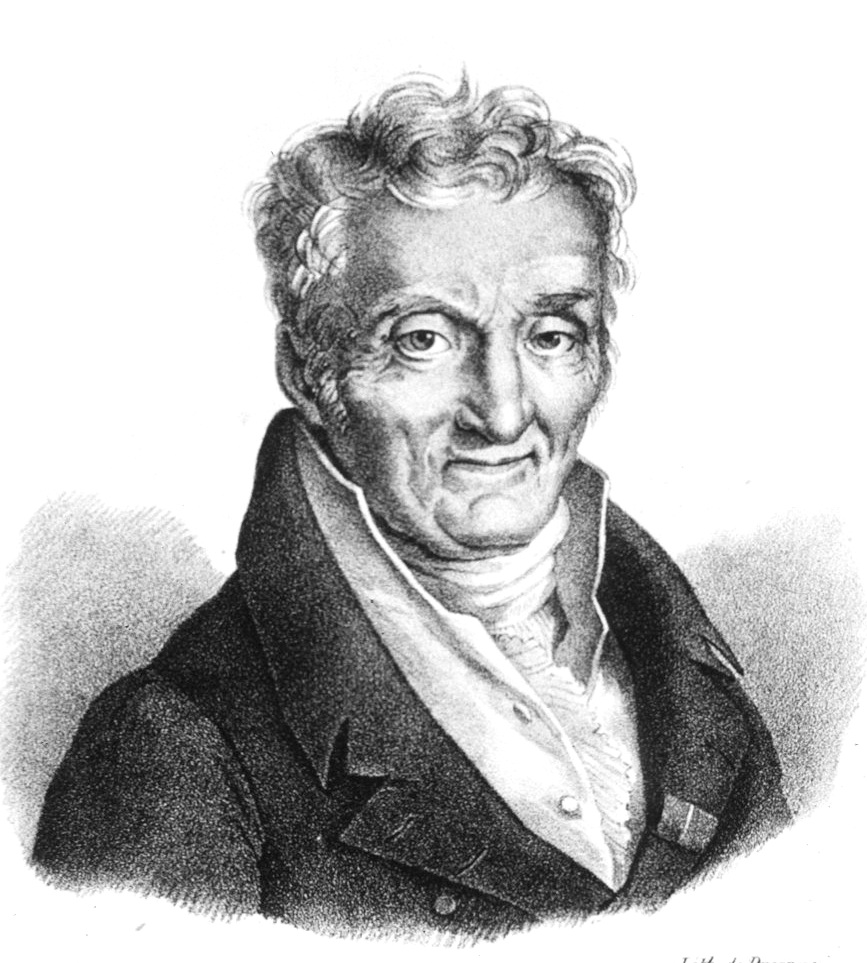
Philippe Pinel, som grundlade den moderna arbetsterapin.

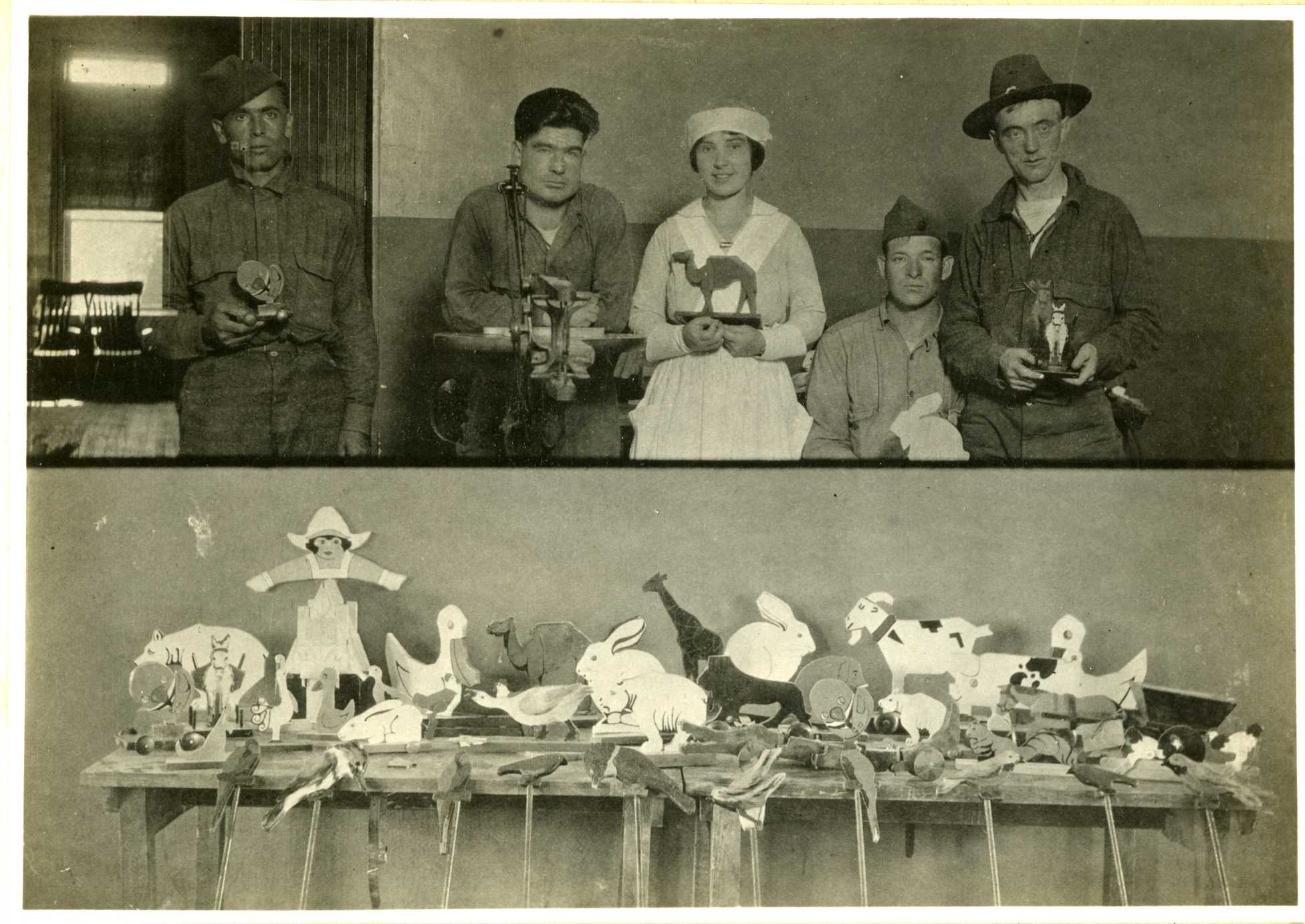
Leksakstillverkning i mentalsjukhus som del av arbetsterapi under tiden för första världskriget.

Arbetsterapi har förekommit i olika former under människans historia. Till exempel rekommenderade den grekiska filosofen Kelsos de patienter som led av depression att sysselsätta sig mer. De skulle bland annat integrera sig mer med andra människor och engagera sig i aktiviteter som de fann meningsfulla. 
På 1700-talet beskrev fransmannen Philippe Pinel en metod för att behandla och utveckla folk med någon form av psykisk nedsättning, han kallade det för Moral Treatment and Occupation (MTO). Han menade att man skulle behandla patienterna efter deras känslor och att man skulle öka deras egen förmåga till de vardagliga aktiviteterna som till exempel städa, jobba och handla i affären. Denna metod är likartad metoder som används ännu. 
Under slutet av 1800-talet fanns i USA en sjuksköterska vid namn Susan Tracy som började specialisera sig på aktivitetsträning som en form av behandling till patienter med lätta och svåra fysiska och psykiska nedsättningar. Hon insåg vikten av denna metod som en form av behandling och utbildade därför andra sjuksköterskor till vad hon kallade "Occupational nurse". 
Arbetsterapi var under denna tid inte evidensbaserad profession utan byggde på egna observationer och erfarenheter, men under 1930-talet ökade behovet av professionalisering och det första arbetsterapeutiska förbundet, The National Society for the Promotion of Occupational Therapy (NSPOT) startades.
Arbetsterapi som profession har gått från att vara mera avsides då arbetsterapeuterna var verksamma i klienternas hem eller institutioner till att jobba med andra yrkesgrupper såsom arkitekter, geografer och designers för att skapa nya förutsättningar i miljön. Detta leder till att de olika yrkesgrupperna lär av varandra och även från andra vårdyrken.

### Arbetsterapins historia i Sverige
I Sverige utvecklades arbetsterapi senare än länder som USA, Storbritannien och Kanada. 1944 hölls första utbildningen i Sverige. Den hölls av grevinnan Estelle Bernadotte af Wisborg som hade fattat ett personligt intresse för arbetsterapi under en av sina många resor till USA. Denna utbildning hölls under en vecka där Röda korset stod som utbildare tillsammans med grevinnan. Efter denna kurs startades en förening som gavs namnet Arbets- och sysselsättningsterapi. 1953 inträdde Sverige arbetsterapeuter i en världsorganisation WFOT (World Federation of Occupational Therapists), vilket underlättade att få yrket erkänt. Organisationen användes även för att uppmuntra samarbete och spridning av nya behandlingsmetoder och information mellan olika länder. I ett senare sked beslutade Sveriges riksdag att göra arbetsterapeututbildningen till en fullskalig universitetsutbildning med en 3-årig högskoleutbildning. Arbetsterapeuterna fick möjligheten att ta sin legitimation 1999.
2014 finns i Sverige ungefär 11 000 legitimerade arbetsterapeuter. Av dessa beräknas 80% ha kommun eller landsting som arbetsgivare. I vanligaste fallen är arbetsterapeuter anställda inom bland annat sjukhus eller vårdcentral. Där arbetar man främst med rehabilitering. Vissa har kriminalvården eller arbetsförmedlingen som arbetsplats, medan andra forskar eller undervisar. Andra arbetar inom den privata sektorn antingen som konsulter, med ergonomi eller exempelvis hjälpmedel.

## Tillämpningsprocessen
En arbetsterapeut arbetar med att tillämpa arbetsterapins teori i praktisk tillämpning för de personer som är i behov av detta. Arbetsterapeuter jobbar alltså för att möjliggöra aktivitet, att alla ska kunna göra det de vill och behöver kunna göra. I Sverige krävs legitimation för att utöva arbetet. Personer som på grund av en skada, funktionsnedsättning eller sjukdom inte kan sköta personlig vård, skola, arbete, fritid eller sitt boende har i Sverige rätt att få hjälp av en arbetsterapeut enligt Hälso- och sjukvårdslagen. Arbetsterapins syfte är dock att individen i första hand skall kunna klara sig så självständigt som möjligt med hjälp av sin egen kapacitet.
Arbetsterapeuter arbetar bland annat med: bedömning av aktivitetsförmågan, genomförande av insatser och utvärdering.  
Stor vikt läggs på att arbeta klientcentrerat, att se personen i första hand för att ta reda på vilka resurser och begränsningar som finns för att klienten/patienten ska kunna leva ett meningsfullt liv och vilken intervention som behövs för att uppnå detta.
Med intervention siktar arbetsterapeuten på att hitta strategier för klienten/patienten att utöva aktiviteter för att återställa eller förbättra de funktioner som behövs för att utföra aktiviteten effektivt. Strategier kan vara att hitta ett annat sätt att utföra aktiviteter eller kompensatoriska åtgärder som hjälpmedel och teknik som gör det lättare. Om de interventioner som genomförts har lyckats så finns det två alternativ på hur arbetsterapeuten kan gå vidare: antingen avslutas den arbetsterapeutiska processen tillsammans med klienten/patienten eller så sätts ett nytt mål och en ny intervention genomförs om det är så att klienten/patienten har behov av detta.
Efter en behovsbedömning kan arbetsterapeuten förskriva hjälpmedel som kan kompensera eller stödja olika aktiviteter i vardagen, detta varierar över landet och beroende på vilket landsting man arbetar i så ser utbudet olika ut för vad arbetsterapeuten har möjlighet till att förskriva.
Arbetshjälpmedel är de hjälpmedel som förskrivs för användning i arbetssammanhang och ansvaret ligger inom det området på arbetsgivare, arbetsförmedlingen samt försäkringskassan. 

### Bedömning av aktivitetsförmåga
För att identifiera de faktorer i miljön, kroppsfunktioner och personliga faktorer som påverkar patientens/klientens utförande i en aktivitet så kan en aktivitetsanalys göras för att kunna se hur denna aktivitet kan anpassas på ett sätt som främjar patientens/klientens utförande.
Aktivitetsanalysen tar upp de typiska kraven från en specifik aktivitet: Vilka kroppsfunktioner som behövs, hur den fysiska/sociala miljön ser ut och vad den ställer för krav, vilka färdigheter som krävs av personen för att kunna genomföra aktiviteten som till exempel att genomföra alla steg som ingår i aktiviteten och i den ordning om de ska genomföras i. Det är arbetsterapeutens roll att finna de svårigheter eller begränsningar en person har i sitt aktivitetsutförande och föreslå alternativa hjälpmedel eller anpassa aktiviteter för att underlätta för personen. Aktivitetsanalysen utgår ofta från Occupational Therapy Practice Framework (OTPF). OTPF kartlägger de motoriska färdigheterna, processfärdigheterna samt kommunikation och social interaktion.
Man kan även som arbetsterapeut göra en utförandeanalys för att bedöma kvalitén på utförandet av en aktivitet som patienten/klienten har prioriterat som viktig i vardagen. 
Ett standardiserat bedömningsinstrument för utförandeanalys är The Assesment Of Motor Process Skills (AMPS).
AMPS används i syfte att bedöma personens förmåga samt kvalitet på utförandet av personliga och instrumentella uppgifter i det dagliga livet.
För att bedöma sociala interaktionsfärdigheter kan instrumenten the Assesment of Communications and Interaction Skill och the Evaluation of Social Interaction (ESI)användas.. Arbetsterapeuten behöver dock inte använda ovanstående standardiserade instrument för att kunna göra en utförandeanalys 
Arbetsterapeuten är dock inte beroende av att använda sig av detta standardiserade instrument utan kan själv utföra en icke-standardiserad bedömning av aktiviteten som utförs.
Vid en kvalitetsbedömning av en aktivitet bedömer arbetsterapeuten kvalitetsindikationer i bedömningen av fyra aspekter. Den första är hur stor ansträngning den valda aktiviteten utgjorde för klienten: om den fysiska ansträngningen var liten, måttlig eller uttalad. Hur effektivt klienten utförde aktiviteten: Om aktiviteten utfördes i logisk ordningsföljd eller med en liten, måttlig eller uttalad ineffektivitet. Om det finns någon säkerhetsrisk i aktiviteten: antingen risk för personskada eller om det fanns risk för skada i den fysiska miljön och om säkerhetsrisken var liten, måttlig eller uttalad. Den fjärde delen man tittar på är om klienten utförde aktiviteten oberoende: Om personen klarade aktiviteten individuellt eller om det fanns behov av verbal eller fysisk assistans och om det var i liten, måttlig eller uttalad grad.
Efter att arbetsterapeuten har bedömt behov och aktivitetsförmåga är nästa steg att utvärdera och sammanställa bedömningen av utförandet. Det brukar oftast inte vara mer än tio färdigheter som man lyfter fram för att beskriva hur utförandet gick.  Efter att arbetsterapeuten prioriterat dessa tio motoriska, process eller sociala färdigheter sammanförs färdigheterna som har ett samband till grupper. Det blir som oftast tre till fem grupper av färdigheter som på bästa sätt förklarar vad klienten har för problem att utföra. Det här steget hjälper till att beskriva klientens utförande och förklara resultaten av bedömningen till andra yrkes professioner och till anhöriga. Det är även ett viktigt stöd inför framtida planering av interventioner.
Det finns många olika sorters bedömningsinstrument inom arbetsterapi. 
Valet av instrument kan bero på vilken diagnos klienten har eller vilket syfte som användandet av instrumentet har och vad man vill få för information utifrån det. Det kan också vara så att en extrautbildning (AMPS t.ex) krävs för att använda vissa sorters instrument.
- ADL-taxonomin[16] är ett instrument som används för beskrivning och bedömning av förmågor till dagliga aktiviteter. ADL-taxonomin används när man kommunicerar med enskilda klienter/patienter om deras problem och möjligheter. Instrumentet är uppdelat i 12 dagliga aktiviteter, som är indelade i 47 rangordnade delaktiviteter. Klienten/patienten väljer själv vilka aktiviteter de anser viktigast och instrumentet bedömer de aktiviteter som behöver förbättras enligt klienten/patientens uppfattning eller efter att man gjort en bedömning. Dagliga aktiviteter anses som hygien, påklädning, förflyttning och att äta och dricka. Det också innefattar kommunikation som är en viktig del i såväl vardagen som vid rehabiliteringen.
- COPM ”Canadian Occupational Performance Measure” [17]. COPM är ett semi-strukturerat instrument där arbetsterapeuten intervjuar klienten/patienten för att hjälpa denne att själv kunna identifiera problem, gradera dem i prioritetsordning och fastställa mål att uppnå. COPM-instrumentet är användbart vid olika funktionsnedsättningar, oberoende av t.ex. ålder, kön och genus. Den insamlade informationen är relevant för individens fortsatta arbete tillsammans med arbetsterapeuten, klienten/patienten får själv identifiera och välja vilka dagliga aktiviteter de har svårast att utföra. Med COPM får arbetsterapeuten möjlighet att analysera klienten/patientens kulturella, sociala och fysiska miljöer. De mäter klienten/patientens resultat genom att göra om bedömningen vid en senare tidpunkt. Detta är en tillförlitlig metod, som avslöjar om förbättringar inom de valda aktiviteterna har gjorts och om målen har uppnåtts.
- Min Mening (MM) är en svensk version av Occupational Self Assessment [18] som ger klienten/patienten möjlighet att själv skatta sin kompetens och värdering gällande dagliga aktiviteter. I steg ett, självskattningen av Kompetens, ringar klienten/patienten in ”fungerar inte bra”, ”fungerar ganska bra”, ”fungerar bra” eller ”fungerar mycket bra”. Under steg två, självskattning av värderingar, ringar klienten/patienten in ”är inte så viktigt för mig”, ”är viktigt för mig”, ”är mycket viktigt för mig” eller ”är ytterst viktigt för mig”. Genom att sammanställa självskattningen på aktiviteterna får arbetsterapeuten ett mått på klientens/patientens egen kompetens och egna värderingar inom olika aktiviteter. Gapet mellan värderingar och kompetens ger en uppfattning om klienten/patientens tillfredsställelse med sina dagliga aktiviteter och kan leda till att arbetsterapeuten och klienten/patienten får möjlighet att tillsammans komma överens om vilka förändringar som ska göras och vilka mål som ska sättas upp.
- Gap i vardagens aktiviteter (GAP)[19] instrumentet innehåller 30 aktiviteter där klienten/patienten svarar på två frågor: "utför du aktiviteten?" och "vill du utföra aktiviteten?". Syftet med GAP är att undersöka om klienter/patienter uppfattar sig delaktiga i aktiviteter som de vill utföra i vardagslivet. GAP använts av arbetsterapeuter i forskning och klinik. Instrumentet kan användas för personer med funktionshinder i vuxen ålder och närstående till personer med funktionshinder. GAP används ofta med bedömningsmetoden AMPS, som bedömer motoriska färdigheter och processfärdigheter.
- AMPS - Assessment of Motor and Process Skills[20] är en observationsmetod där bedömning görs av motoriska färdigheter och processfärdigheter och dess inverkan på individens förmåga att utföra instrumentella eller personliga aktiviteter i det dagliga livet (ADL). Kvaliteten på ADL-utförandet bedöms genom att värdera ansträngning, effektivitet, säkerhet och oberoende i 16 motoriska färdighetsmoment och 20 processfärdigheter.[21][22][23][24][25][26]

### Modeller för intervention
Ett steg i den arbetsterapeutiska processen är att bestämma modell för intervention. Kompensation för funktionsnedsättning kan behövas i form av förskrivning av olika hjälpmedel. Det kan behövas aktivitetsträning, där ett exempel kan vara klienten får delta i grupp där fokus ligger på att öva upp sociala färdigheter. Undervisning och utbildning kan behövas när hjälpmedel ska skrivas ut. Det finns många tekniska hjälpmedel som kan vara svåra att förstå, där kan arbetsterapeuten undervisa klienten för att den ska användas på rätt sätt.
Det finns flera olika arbetsterapeutiska modeller att välja bland
- OTIPM (Occupational Therapy Intervention Process Model)[27] är en modell för den arbetsterapiprocessen som utgår från ett klientcentrerat, top-down och aktivitetsbaserat synsätt.
- CMOP-E (The Canadian Model of Occupational Performance and Engagement)[28] innefattar tre kontexter; miljö, aktivitet och spiritualitet. Det är viktigt hur klienten upplever dessa sammanhang. Klientens miljö kan antingen möjliggöra eller förhindra hur klienten utför aktivitet eller mår psykiskt [29]. Likaså kan valet av aktiviteter påverka vilken miljö klienten befinner sig i och mår psykiskt. För en person i rullstol exempelvis kan en viss miljö hindra aktivitetsutförandet. Är miljön anpassad bra för en person med funktionshinder kan miljön vara avgörande för att kunna utföra aktiviteten.

- PEO-modellen har ett klientcentrerat synsätt och de tre komponenterna i modellen är person, omgivning och aktivitet. Samspelet mellan dessa resulterar i klientens aktivitetsutförande. [30]

- Kawamodellen bygger på att eftersom arbetsterapeuters arbeten inriktar sig på människors vardagsliv så måste förståelse och acceptans finnas för den mångkultur som finns i de samhällen vi lever i. Kawa-modellen utmanar till att reflektera över yrkets kultur, kulturer i organisationer och grupper samt den kultur som människor som arbetsterapeuter möter och arbetar med har. [31]

- The Model of Lifestyle Balance bygger på tvärvetenskaplig forskning om fysiologiska och psykologiska attribut vilka anses viktiga för välbefinnandet. Modellens inställning till konceptualisering av livsstilsbalans är baserad på hur konfigurationer av vardagsmönster i aktivitet tillgodoser grundläggande mänskliga behov. Människors lika behov och strävan efter tillfredsställelse kan tillgodoses genom olika aktiviteter vilket är individuellt för alla.

- Ayres Sensory Integration arbetar med hur hjärnan bearbetar sensorisk information, för att kunna användas för lärande, känslor, beteenden. Metoden innefattar teori, bedömning, mönster av sensorisk integration, praxis dysfunktion, interventionsbegrepp, principer och tekniker. [32]

- Assessment of Sensory Processing syftar till att förbättra individens utförande av aktivitet i det vardagliga livet.[33]

### Utvärdering
Det sista steget är att göra en utvärdering efter en viss tid. Arbetsterapeuten gör tillsammans med klienten/patienten en utvärdering om hur det har gått sedan de sist träffades. Har det skett en förändring som gjort att målet har uppnåtts eller har ingen förändring gjorts? På grund av sjukdomstillstånd och andra faktorer kan förändringen även ha skett till det sämre. Man jämför nuläget med det utgångsläge man dokumenterat i början av processen och jämför dessa. Viktigt är att arbetsterapeuten dokumenterar noggrant under hela processen för att ha ett tydligt underlag att gå efter för att se om målet/målen uppnåtts. Dokumenteringen är även viktig för att andra yrkesprofessioner och klienten själv ska kunna se hur interventionen har genomförts och vad den resulterat i för klienten/patienten.
Till slut kommer arbetsterapeuten och klienten/patienten tillsammans överens om samarbetet är avslutat eller om det ska fortsätta och nya mål ska sättas upp.

## Näraliggande forskningsområden

### Aktivitetsvetenskap
Aktivitetsvetenskap är en forskningsgren som ligger nära arbetsterapi och som fokuserar på fördelarna med att vara produktiv, social och fysisk aktiv. Aktivitet är en viktig del av människans liv, den är nödvändig för att må bra och ha ett hälsosamt samt tillfredsställande liv. I USC Division of Occupational Science and Occupational Therapy framkommer det att 60 forskare idag har examinerats från aktivitetsvetenskapsprogrammet. Aktivitetsvetenskap har en egen tidskrift, Journal of Occupational Science, som publicerat i snart två decennier. Det finns också tjugotals utbildningar inom aktivitetsvetenskap runt om i världen.
I slutet av 1980-talet grundades Occupational Science på University of Southern California i USA. Occupational Science brukar på svenska översättas till aktivitetsvetenskap . Huvudpersonen bakom Occupational Science är Elisabeth Yerxa som även utformade det första utbildningsprogrammet inom aktivitetsvetenskap 1989. Aktivitetsvetenskapens synsätt på människan är att vi är aktiva varelser som ständigt behöver stimulans. Detta stämmer överens med arbetsterapins synsätt på människan, där de filosofiska antaganden för arbetsterapeuter är att människan är aktiv och utvecklingsbar. Yerxa menar att aktivitetsvetenskap har utvecklats från många olika discipliner som anses överensstämma med aktivitetsvetenskapens tankesätt. Exempelvis evolutionär biologi, socialpsykologi, antropologi, utvecklingspsykologi, ekonomi, organisation och ledarskap. Enligt Yerxa så har arbetsterapi redan en god kunskapsbas som används i den kliniska arbetsterapin, därför har aktivitetsvetenskapen kritiserats för att vara irrelevant för arbetsterapi från många olika håll.

### IPS
Individual Placement and Support (IPS) syftar till att finna ett arbete passande varje unik individ, dess hälsa och välbefinnande. Arbete kan bidra till återhämtningen för individer med psykisk funktionsnedsättning. Vad individer uppehåller sig med under dagarna har visat sig ha stor betydelse för den enskilde individens hälsa och välbefinnande. Ett givande arbete kan bidra till reducerade sjukdomssymtom, ökad delaktighet i samhället samt ökad kapacitet gällande individens färdigheter. Individer med psykisk funktionsnedsättning som har ett arbete erhåller därför oftare en högre grad av välbefinnande respektive de som inte har något arbete. IPS belyser individernas egenmakt, behov och möjligheten till återhämtning genom arbete. Individens egen motivation till arbete ska vara i centrum, arbetsförmågan ska inte vara en bedömning utifrån andra. 
Arbetsterapi och IPS delar flera grundläggande principer, bland annat synen på förhållandet mellan aktivitet och välbefinnande. En annan av arbetsterapins grundprinciper är gällande det klientcentrerade arbetssättet.

### Fotnoter
1. ↑  Quiroga, A. M., PhD (1995)
2. ↑  Gibson D & Diasio K.(1985)
3. ↑  Law 1996, s. 14.
4. ↑  ”Några viktiga historiska data för professionen - FSA”. www.fsa.se. Arkiverad från originalet den 24 september 2015. https://web.archive.org/web/20150924015722/http://www.fsa.se/Min-profession/Yrket/Nagra-viktiga-historiska-data-for-arbetsterapeutprofessionen/. Läst 11 augusti 2015.
5. 1 2  Förbundet Sveriges arbetsterapeuter (FSA, 2005) Etisk kod för arbetsterapeuter, Stockholm: Globalt Företagstryck AB
6. ↑  Turner A. (1987). The practice of occupational therapy: an introduction of treatment of physical dysfunction. Edinburgh: Churchill Livingstone.
7. ↑  Cynkin, S. (1995). Activities. In C. B. Royeen (Ed.). The practice of the future: Putting occupation back into therapy: AOTA selfs-study series (Module 7; pp. 1-52). Rockville, MD: American Occupational Therapy Association">
8. 1 2  Fisher, A. G. (2009). Occupational Therapy Intervention Process Model: A model for planning and implementing top-down, client-centered and occupational based interventions. Ft. Collins, CO: Three star press.
9. ↑  Fisher, A. G. (2006). Assesment of Motor and Process skills. Development, standardization, and administration manuel Ft. Collins, CO: Three star press.
10. ↑  Forsyth K., Salamy M., Simon S., & Kielhofner G. (1998). The Assesment of Communication and Interaction Skill (ACIS) (Version 4.0). Chicago, University of Illinos at Chicago Model of Human Occupation Clearinghouse.
11. ↑  Fisher, A. G. & Griswold, L. A. (2010). Evaluation of Social Interaction (2nd ed.). Ft. Collins, CO: Three star press.
12. ↑  Fisher, A. G. & Nyman, A. (2007). OTIPM: En modell för ett professionellt resonemang som främjar bästa praxis i arbetsterapi. Nacka: Förbundet Sveriges Arbetsterapeuter.
13. ↑  Fisher, A. G. & Nyman, A. (2007). OTIPM: En modell för ett professionellt resonemang som främjar bästa praxis i arbetsterapi. Nacka: Förbundet Sveriges Arbetsterapeuter.
14. ↑  Fisher, A. G. (2009). Occupational Therapy Intervention Process Model: A model for planing and implenting top-down, client-centered and occupational based interventions. Ft. Collins, CO: Three star press.
15. 1 2 3  Fisher, A. G. & Nyman, A. (2007). OTIPM: En modell för ett professionellt resonemang som främjar bästa praxis i arbetsterapi. Nacka: Förbundet Sveriges Arbetsterapeuter.
16. ↑  Törnquist, K., & Sonn, U. (2011). ADL-Taxonomi – en bedömning av aktivitetsförmåga. Stockholm: Förbundet Sveriges Arbetsterapeuter.
17. ↑  Law, M., Baptiste, S., Carswell, A., McColl, M. A., M., Polatajko, H. & Pollock, N. (2005). The Canadian Occupational Performance Measure. Nacka: Förbundet Sveriges Arbetsterapeuter.
18. ↑  Baron, K., Keilhofner, G., Iyenger, A., Goldhammer, V., och Wolenski, J. (2006). Min mening. Version 2:2. Nacka: Förbundet Sveriges Arbetsterapeuter.
19. ↑  Eriksson, G. (2014) GAP i Vardagens Aktiviteter. Nacka: Förbundet Sveriges Arbetsterapeuter.
20. ↑  http://amps.se/amps/
21. ↑  Fisher, A. (1995) Assessment of Motor and Process Skills. Fort Collins, Colorado, USA. Three Star Press.
22. ↑  Baron, K., Keilhofner, G., Iyenger, A., Goldhammer, V., och Wolenski, J. (2006). Min mening. Version 2:2. Nacka: Förbundet Sveriges Arbetsterapeuter.
23. ↑  Förbundet svenska arbetsterapeuter ([FSA], 2006). Canadian Occupational Performance Measure: svensk version. Stockholm: Förbundet Sveriges Arbetsterapeuter.
24. ↑  Törnquist, K., & Sonn, U. (2011). ADL-Taxonomi – en bedömning av aktivitetsförmåga. Stockholm: Förbundet Sveriges Arbetsterapeuter.
25. ↑  Turner A. (1987). The practice of occupational therapy: an introduction of treatment of physical dysfunction. Edinburgh: Churchill Livingstone.
26. ↑  http://amps.se/amps/
27. ↑  Fisher, A.G. (2009). Occupational therapy intervention process model A model for planning and implementing top-down, client-centered, and occupation-based interventions. Colorado: Three Star Press, Inc.
28. ↑  Polatajko, Townsend. & Craik (2007). The Canadian Model of Occupational Performance and Engagement (CMOP-E). In Enabling Occupation II: Advancing an Occupational Therapy Vision of Health, Well-being, & Justice through Occupation.. E.A. Ottawa, ON: CAOT Publications
29. ↑  Kielhofner, Gary (2012). Model of Human Occupation - teori och tillämpning.. Studentlitteratur AB
30. ↑  Law, et al, 1996 s.15
31. ↑  Iwama, Michael, K (2012). Kawamodellen. Studentlitteratur AB. ISBN 9789144072173
32. ↑  Smith Roley, Susanne. ”Ayres Sensory Integration”. Sensory Integration Global Network. http://www.siglobalnetwork.org/#!ayres-sensory-integration/c1mj9. Läst 23 maj 2014.
33. ↑  Law, Baum & Dunn (2005). Measuring Occupational Performance. USA: SLACK incorporated
34. 1 2 3 4   [Yerxa,E. (1993). A New Source of Power for Participants in Occupational Therapy Occupational Science: Australia].
35. ↑  Björklund, A. (2000). On the structure and Contents of Occupational Therapists Paradigms, Stockholm: Repro Print AB
36. ↑  Bogarve, C., Ershammar, D., & Rosenberg, D. (2013). Rehabilitering och stöd till återhämtning vid psykiska funktionshinder- möjlighetens metoder för en ny praktik. Stockholm: Gothia.
37. 1 2  Eklund, M., Gunnarsson, B. & Leuftadius, C. (2001). Aktivitet & och relation: Mål och medel inom psykosocial rehabilitering. Lund: Studentlitteratur.
38. ↑  Söderman, L. & Antonsson, S. (2011) Nya omsorgsboken. Malmö: Liber.